# Herbert Dau

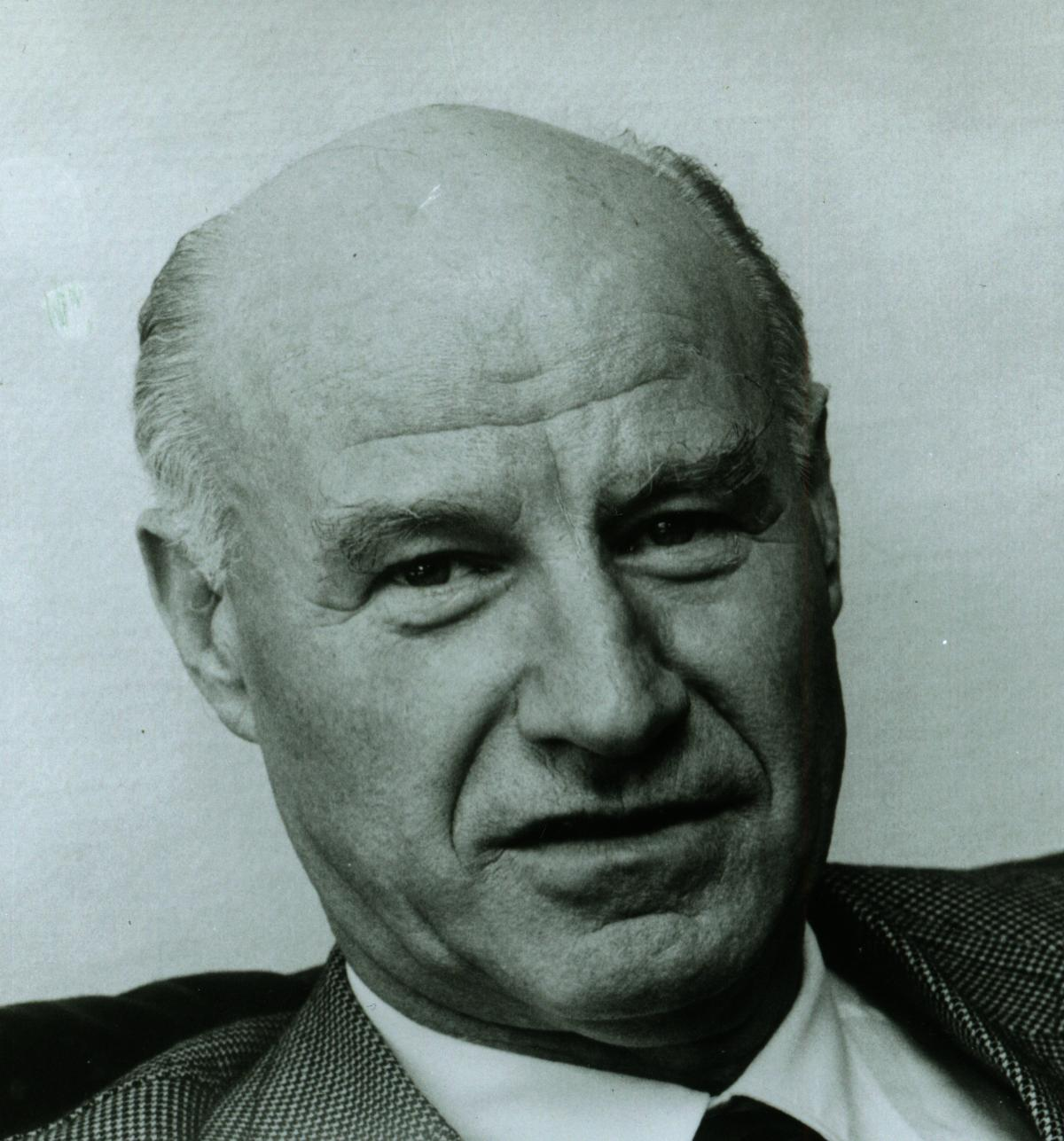
Herbert Dau

Herbert Dau (* 8. Dezember 1911 in Hamburg; † 7. Juli 2000 ebenda) war ein deutscher sozialdemokratischer Politiker, Gewerkschafter. Vorstandsvorsitzender und Präsident der Hamburgischen Bürgerschaft. Er ist der Onkel von Helmut Dau.

## Herkunft, Schule und Ausbildung
Herbert Dau war Sohn eines Hafenmeisters auf der Veddel. Er war der jüngste von neun Brüdern und besuchte in Hamburg die Volksschule auf der Veddel, die Realschule in Rothenburgsort und die Oberrealschule in St. Georg. Die Schule konnte er mit dem Abitur abschließen. Ein Handwerk kam für ihn, dem ein Kohlewagen als Sechsjähriger einen Arm zerschmettert hatte, nicht in Frage. Zur Politik kam er über seine Begeisterung zur Französischen Revolution. Im Anschluss absolvierte er eine Lehre als Versicherungskaufmann bei der Volksfürsorge.

## Weimarer Republik und Zeit des Nationalsozialismus

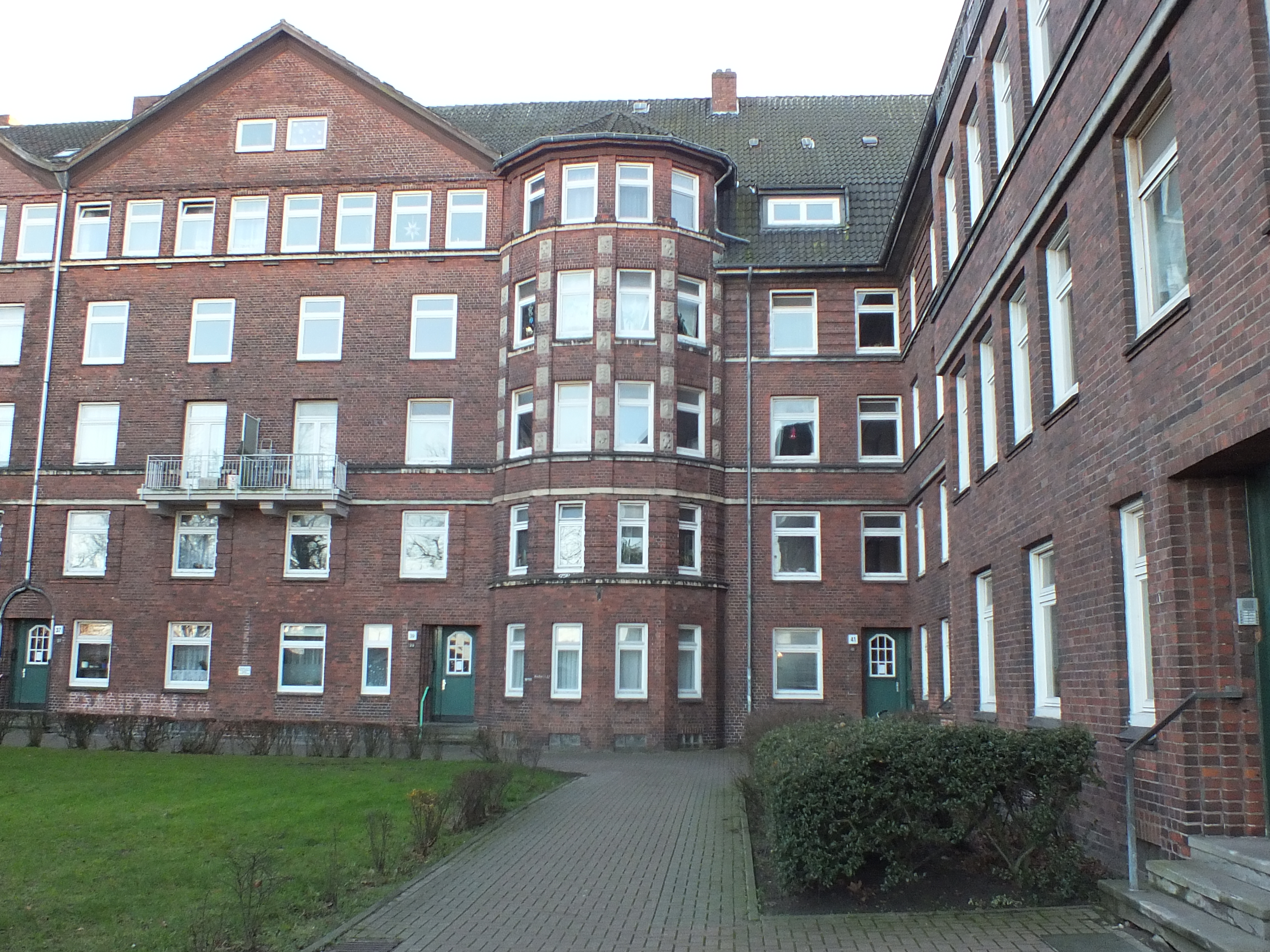
Wohnung der Familie Dau auf der Veddel Harburger Chausse 41 (Eingang rechts in der Ecke)

Schon früh beteiligte sich Dau als Mitglied im Arbeiter-Turn- und Sportbund.
1930 wurde er Mitglied in der SPD. Schnell übernahm er den Posten des Bezirkführers des SPD-Bezirkes Harburger Chaussee (Dau wohnte damals in der Harburger Chaussee 41, 3. Stock) und er begann ein Volkswirtschaftsstudium.
Nach der Machtübernahme des NS-Regimes beteiligte sich Dau an der Widerstandsarbeit der Sozialdemokraten. Er beteiligte sich an Flugblattaktionen und sammelte Spenden. Er war zudem als Koordinator zur illegalen Parteiführung der Hamburger-SPD, darunter vor allem Helmut Weidt, aktiv. Am 11. März 1935 wurde er an seinem Arbeitsplatz in der Volksfürsorge mit dem Vorwurf der Vorbereitung zum Hochverrat in Haft genommen und musste sein Studium beenden. Im Gefängnis konnte er seine Aussage vor der Gestapo mit Helmut Weidt abstimmen. Durch ein "Geständnis", in dem es „nur“ um eine geringe Verbreitung der Untergrundzeitung der SPD Roten Blätter ging, wurde er im August desselben Jahres wieder freigelassen. Wäre seine Arbeit als Verbindungsmann bekannt geworden, wäre es nicht so glimpflich ausgegangen.
Sein damaliger Arbeitgeber, die Volksfürsorge, hatte ihn gleich nach seiner Festnahme fristlos entlassen, und so fand er nach seiner Freilassung im August 1935 erst im Januar 1936 wieder eine Anstellung als Korrespondent bei der Hamburg-Mannheimer Versicherung.

## Nachkriegszeit und Bundesrepublik

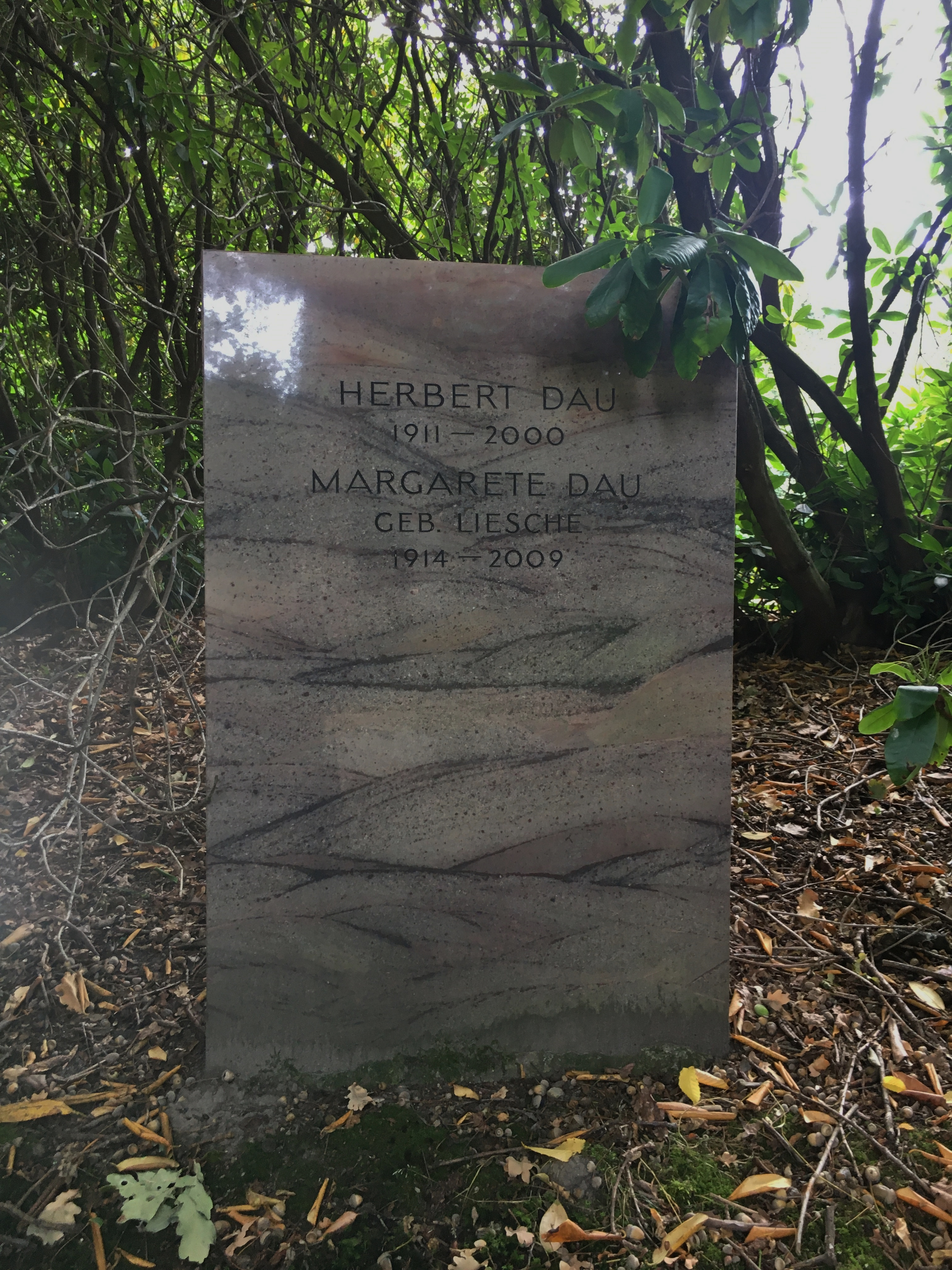
Grabstätte Herbert Dau auf dem Friedhof Ohlsdorf

Dau war nach dem Krieg Mitbegründer der Deutschen Angestellten Gewerkschaft und übernahm den Posten des Hamburger Gewerkschaftsvorsitzenden. Von 1950 bis 1967 war er Vorstandsvorsitzender des Deutschen Ringes und in der gleichen Position von 1967 bis 1975 bei der Versicherungsgruppe Hamburg Mannheimer (heute ERGO).
Neben seiner Tätigkeit in der eigenen Versicherung war Herbert Dau in mehreren Gremien des Versicherungsgewerbes tätig gewesen (u. a. Verband der Lebensversicherer e.V und war dort Vorsitzender dessen Hauptausschusses und damit Verbandsvorsitzender von 1972 bis 1974). Er war Mitglied des Hauptausschusses des Deutschen Städtetages, Mitglied der Hamburger Handelskammer, des Verwaltungsrates der Kreditanstalt für Wiederaufbau und der Hamburger Sparcasse von 1827.
Er war von 1946 bis 1978 für die SPD in der Hamburgischen Bürgerschaft, in der er 1960 bis 1978 als Bürgerschaftspräsident wirkte. Dau hatte dieses Amt 18 Jahre inne und war damit der am längsten amtierende Bürgerschaftspräsident seit der Einführung der Verfassung von 1859. In seine Amtszeit fiel das Wirken der Bürgermeister Max Brauer, Paul Nevermann, Herbert Weichmann, Peter Schulz und Hans-Ulrich Klose. Kein Präsident einer Bürgerschaft oder eines Landtages erreichte bisher in der Bundesrepublik Deutschland eine so lange Amtszeit.
Nach seinem Ausscheiden aus der Bürgerschaft war Dau noch 20 Jahre als ehrenamtlicher Richter am Hamburgischen Verfassungsgericht tätig.
Herbert Dau war verheiratet und hatte drei Kinder. Er starb 88-jährig in seiner Geburtsstadt und wurde auf dem dortigen Friedhof Ohlsdorf im Planquadrat Z 15 beigesetzt.

## Veröffentlichungen
- 25 Jahre Hamburger Verfassung, Arbeitshefte zur Politik in Hamburg. Nr. 3. Hrsg. von der Landeszentrale für politische Bildung. Hamburg. 1977.

## Auszeichnungen
Dau erhielt für sein Verdienst gegenüber der Stadt 1978 die Ehrenbürgerwürde.

## Zitat
"Dau brachte seine beruflichen Erfahrungen als Unternehmer in die politische Arbeit mit ein und galt als ein "für Hamburg typischer Vertreter des Kaufmannssozialismus""(Die Welt).